# 恰其库木管理区
恰其库木管理区，是中华人民共和国新疆维吾尔自治区喀什地区叶城县下辖的一个乡镇级行政单位。

## 行政区划
恰其库木管理区下辖以下地区：
阿勒玛勒克村、恰其库木村、英协海尔村、喀拉墩村、萨依开其克村和夏合勒克村。